# 波多浦車站
波多浦車站（日语：／ Hataura eki */?）是日本九州旅客鐵道三角線的其中一個火車站，位於熊本縣宇城市。

## 歴史
- 1959年（昭和34年）12月25日 - 日本國有鐵道設站。
- 1987年（昭和62年）4月1日 - 因為國鐵分割民營化，本站由JR九州繼承[1]。

## 車站結構
側式月台1面1線的地面車站。
本站是無人站，並有兩個候車區。其中一個有自動售票機供短途購票使用，而另一個則無。本站不可使用"SUGOCA"電子票券。

## 使用狀況
- 單日平均上下車人數記載如下。

| 年度 | 單日平均人數 |
| ---- | ------------ |
| 2005 | 552          |
| 2006 | 560          |
| 2007 | 508          |
| 2008 | 462          |
| 2009 | 404          |

## 相鄰車站
九州旅客鐵道
天草三角線（三角線）
石打壩－波多浦－三角

## 外部連結
- JR九州 ╴波多浦車站 （页面存档备份，存于）（日語）

32°36′57″N 130°29′18″E / 32.615839°N 130.488422°E